# Ujazd (Strzelce)
Ujazdⓘ (nome adicional em alemão: Ujest, em silesiano: Ujŏzd)) é um município no sudoeste da Polônia, localizado na voivodia de Opole, no condado de Strzelce e é a sede da comuna urbano-rural de Ujazd. Situado na Alta Silésia, no Canal de Gliwice e no rio Kłodnica. Nos anos de 1975 a 1998, o município pertencia administrativamente à antiga voivodia de Opole.
Estende-se por uma área de 14,8 km², com 1 829 habitantes, segundo o censo de 31 de dezembro de 2024, com uma densidade populacional de 124 hab./km².
Ujazd é um centro de serviços; possui pequenas indústrias (materiais para construção, móveis, rações). A estrada nacional n.º 40 Głuchołazy — Pyskowice atravessa a cidade.

## Toponímia
No século XII, a separação de uma propriedade ou conjunto de propriedades da jurisdição geral exigia não só a atribuição de privilégios (aqui bastava anunciar uma decisão principesca em uma reunião), mas também definir claramente a área abrangida pela imunidade jurídica. Era tanto mais necessário quanto a propriedade separada, e especialmente a área a ser colonizada, tinha que ser separada da estrutura de Opole; as áreas de floresta “principesca” eram usadas pela população de certas regiões de Opole, reivindicando-as santificadas pela velha tradição da lei. No lugar de conexões e reivindicações complicadas, uma fronteira linear apareceu, separando a área coberta pela imunidade.
O príncipe estabeleceu essa fronteira, muitas vezes pessoalmente ou por intermédio de altos funcionários, contornando ou visitando a área designada e marcando os limites, derrubando árvores ou colocando marcos de fronteira. Esse método de delinear os limites, bem como a própria área limitada, era denominado ochodzą ou (mais frequentemente) ujazdem (latim: circuitio i circumequitatio).
O costume de marcar os limites surgiu na primeira metade do século XII. Inicialmente, as sessões demarcadas eram tão raras que a área restrita foi batizada de Ujazd, que se tornou um nome local. As sessões demarcadas mais antigos vêm principalmente da Silésia. Na lista de dízimos dados aos cânones regulares de Ślęża (1149), o lugar assim chamado foi mencionado.
As propriedades separadas dos príncipes eram limitadas com ujazdas — uma delas, a meio caminho entre Breslávia e Legnica, foi uma das primeiras a se chamar Ujazd (o nome sobreviveu até hoje — a vila de Ujazd Górny, na comuna de Udanin, perto de Środa Śląska). Outro Ujazd, pertencente aos bispos de Breslávia, estava situado no rio Kłodnica no Ducado de Opole.
Por volta de 1140, um território mais significativo foi visitado — as fronteiras das propriedades dos cônegos regulares de Ślęża foram marcadas pelo próprio Boleslau I, o Alto, em substituição a seu pai, Vladislau II, o Exilado.
Além disso, a emissão do privilégio por este último para a vila de Lubiąż, na comuna de Wołów, foi precedida pela marcação de uma excursão cobrindo a própria Lubiąż com as propriedades vizinhas; também as fronteiras de outros lugares mencionados neste privilégio foram estritamente delineados, o que se refletiu no acréscimo ao nome de cada um deles cum circuitione.
O nome deriva do nome polonês ujazd, sendo um dos elementos da lei polonesa medieval, iure polonico. Isso é confirmado, por descrição topográfica da Alta Silésia de 1865, que menciona a cidade no fragmento “Der Name der Stadt kommt in alten Urkunden als Ugest geschrieben von polnisch Ujost”, ou seja, “O nome da cidade vem de documentos antigos, escritos como Ugest, do polonês Ujost”.
Em 1222 a cidade é mencionada como Wyasd. Em 1295, no livro latino Liber fundationis episcopatus Vratislaviensis, a cidade é mencionada como Wyasd e Wiasd. O lugar também foi escrito na forma latina Vyasd civitas in Registrum Vyasdense. Em 1475, nos estatutos latinos do Statuta synodalia episcoporum Wratislaviensium, o lugar é mencionado na forma latinizada de Vyasd.
Em 1613, o regionalista e historiador da Silésia Mikołaj Henel, de Prudnik, mencionou a cidade em seu trabalho sobre a geografia da Silésia intitulado Silesiographia dando seu nome em latim: Vyastum Na obra de Matthäus Merian “Topographia Bohemiae, Moraviae et Silesiae” com 1650 localidades é mencionada sob os nomes de Oyest e Oyziest. O nome Uiest é mencionado entre outros nomes de cidades da Silésia em um documento oficial prussiano de Frederico, o Grande de 1750, publicado em polonês em Berlim. Na lista alfabética de cidades da Província da Silésia, publicada em 1830 em Breslávia por Johann Knie, a cidade aparece sob o nome polonês Ujasd e o nome alemão Ujest no fragmento "Ujasd, polnische Benennung der Stadt Ujest, Kr. Gross- Strelitz".
O nome polonês de Ujazd no livro “Um breve esboço da geografia da Silésia para a ciência inicial”, publicado em Głogówek em 1847, foi mencionado pelo escritor silesiano Józef Lompa. O nome polonês Ujazd e o nome alemão Uiest são mencionados no Dicionário Geográfico do Reino da Polônia. Durante o regime nazista na Alemanha, o nome da cidade foi mudado para Bischofstal nos anos 1936–1945. O nome atual da cidade foi aprovado administrativamente em 12 de novembro de 1946.

## História

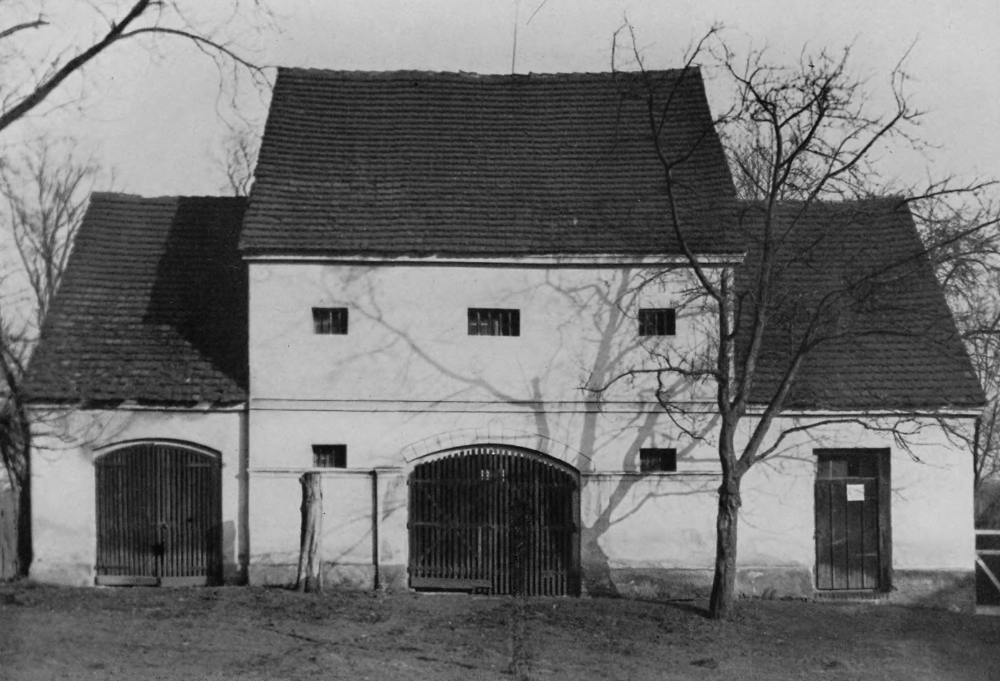
Edifício agrícola com sótão na reitoria em Ujazd por volta de 1930

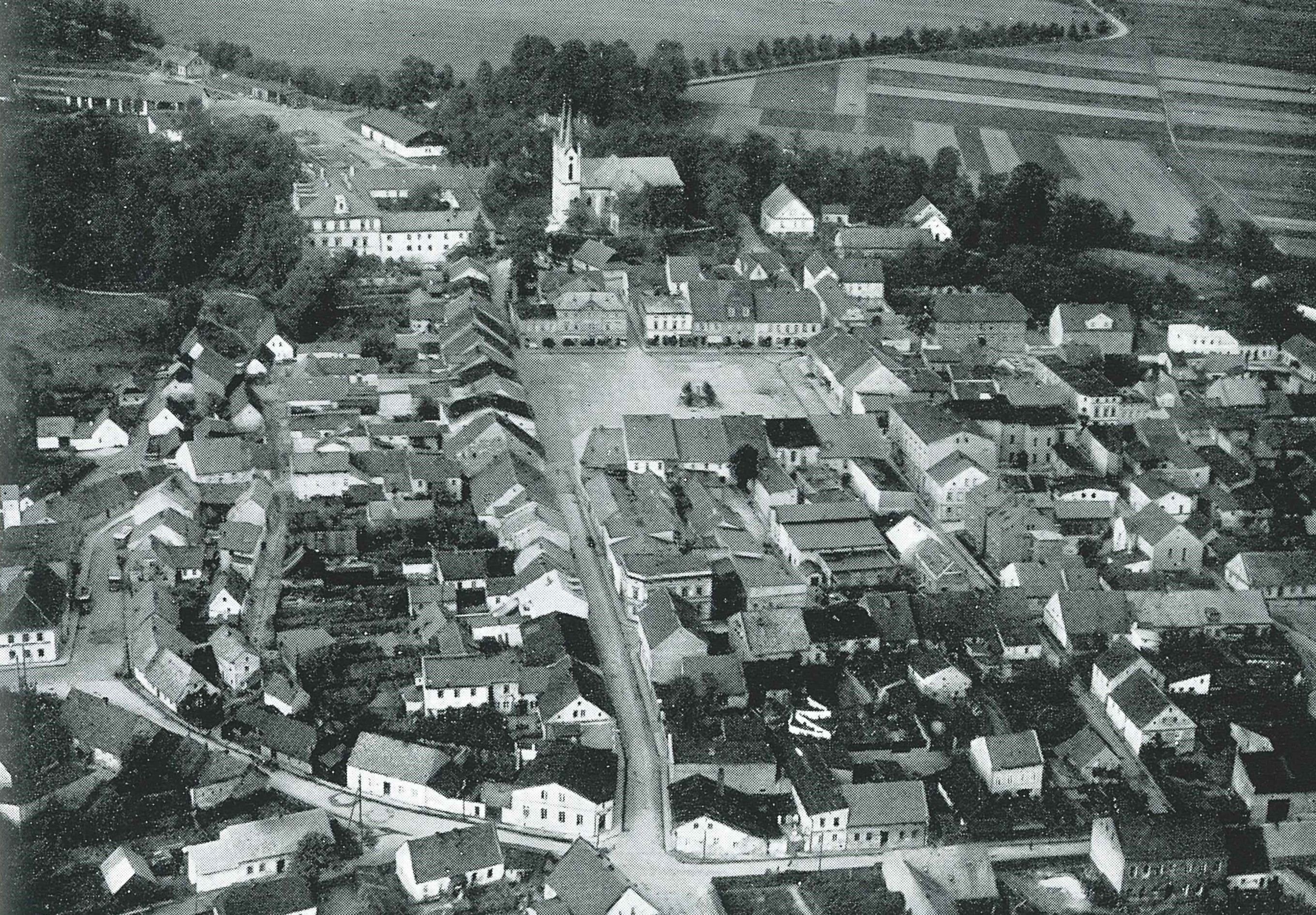
Vista aérea de Ujazd em 1954

O assentamento foi mencionado em 1155, com direitos de cidade a partir de 25 de maio de 1223. Até 1525, era propriedade dos bispos de Breslávia. Ujazd tinha um governo local e se desenvolveu com sucesso até o século XVII como um centro de artesanato local e um importante ponto de trânsito comercial. As guerras do século XVII causaram o declínio da cidade.
Na primeira metade do século XIX, ocorreu uma significativa recuperação econômica e um maior ritmo de desenvolvimento da cidade devido à inauguração do Canal Kłodnica. No entanto, os anos seguintes trouxeram estagnação, principalmente devido à cidade ter sido contornada pela linha ferroviária de Breslávia a Mysłowice, construída em 1848.
Em 1861, Hugo I Fürst zu Hohenlohe de Sławięcice recebeu o título de Duque de Ujazd (em alemão: Herzogen von Ujest). Ele era uma das pessoas mais ricas da Alemanha naquela época. A descrição topográfica da Alta Silésia de 1865 registra o número atual de habitantes como 2 452, mencionando também o alemão e o polonês falados pelos habitantes de “Die Sprache ist deutsch und polnisch”.
Durante o plebiscito da Alta Silésia, 1 384 votos foram lançados para a permanência na Alemanha e 161,16 para a Polônia.
Durante a 3.ª Revolta da Silésia, a cidade foi tomada no primeiro dia da rebelião pelas forças insurgentes de Seweryn Jędrysik do subgrupo tático “Harden” com o apoio do batalhão de Roman Koźlik de Tarnowskie Góry. Durante a revolta, havia um posto médico aqui para os insurgentes silesianos feridos do grupo operacional “Leste”. No final de maio de 1921, a cidade foi ocupada pelas tropas francesas, substituída no início de junho pelas tropas britânicas. Em 21 de janeiro de 1945, alemães — membros da SS e da Wehrmacht assassinaram cerca de 90 homens dos prisioneiros evacuados do campo de concentração de Auschwitz perto da cidade, na estrada para Jaryszów. Durante a guerra em 1945, quase 70% de Ujazd foi destruída.

## Demografia
Ujazd está subordinada ao Serviço de Estatística em Opole, filial em Prudnik.
Conforme os dados do Escritório Central de Estatística da Polônia (GUS) de 31 de dezembro de 2024, Ujazd é uma cidade muito pequena com uma população de 1 829 habitantes (35.º lugar na voivodia de Opole e 889.º na Polônia), tem uma área de 14,8 km² (19.º lugar na voivodia de Opole e 440.º lugar na Polônia) e uma densidade populacional de 124 hab./km² (35.º lugar na voivodia de Opole e 944.º lugar na Polônia). Nos anos 2002-2024, o número de habitantes aumentou 10,8%.
Os habitantes de Ujazd constituem cerca de 2,58% da população do condado de Strzelce, constituindo 0,20% da população da voivodia de Opole.
| Descrição                         | Total      | Total    | Mulheres   | Mulheres | Homens     | Homens   |
| --------------------------------- | ---------- | -------- | ---------- | -------- | ---------- | -------- |
| unidade                           | habitantes | %        | habitantes | %        | habitantes | %        |
| população                         | 1 829      | 100      | 920        | 50,3     | 909        | 49,7     |
| superfície                        | 14,8 km²   | 14,8 km² | 14,8 km²   | 14,8 km² | 14,8 km²   | 14,8 km² |
| densidade populacional (hab./km²) | 124        | 124      | 62,4       | 62,4     | 61,6       | 61,6     |

## Monumentos históricos

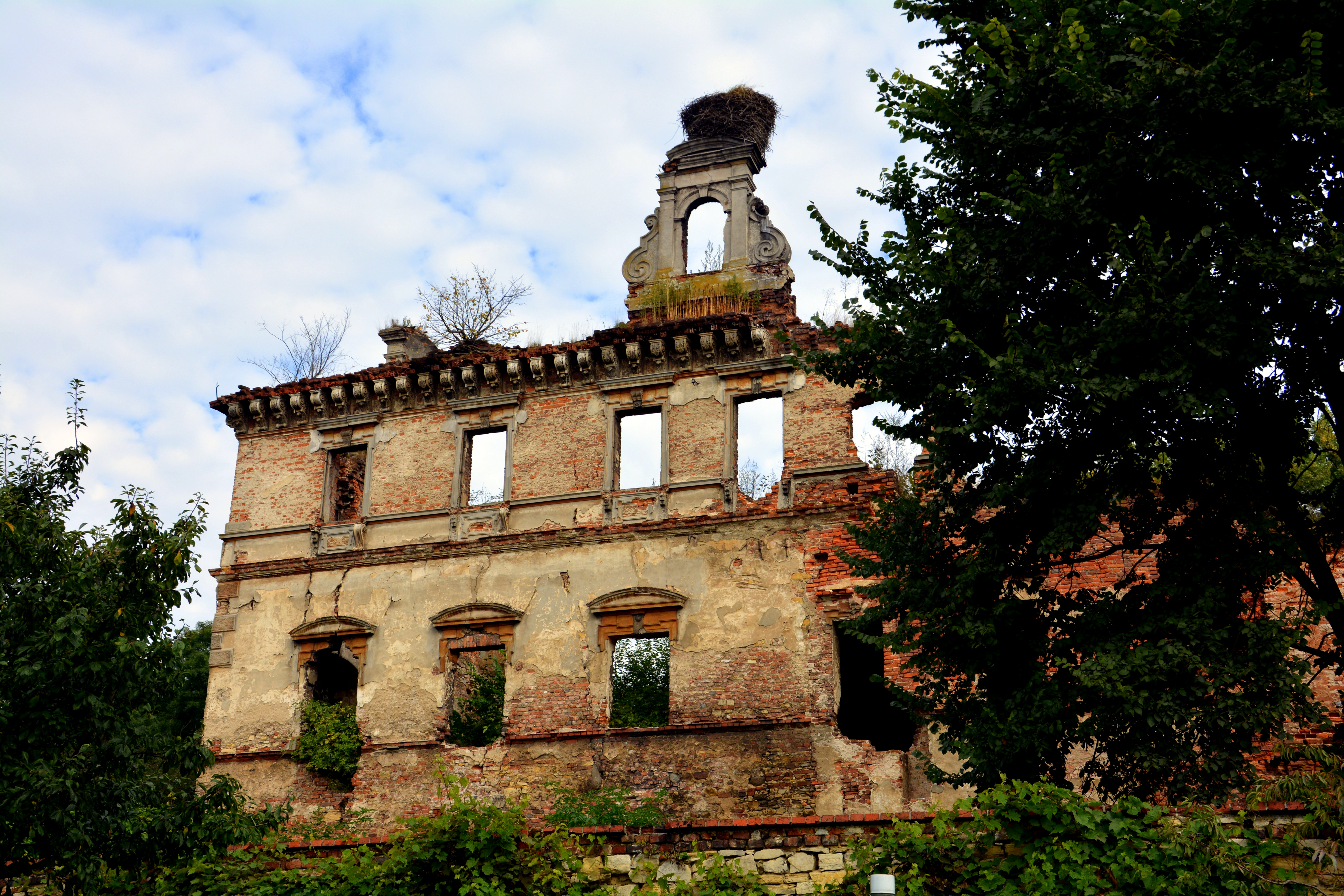
Ruínas do castelo do bispo

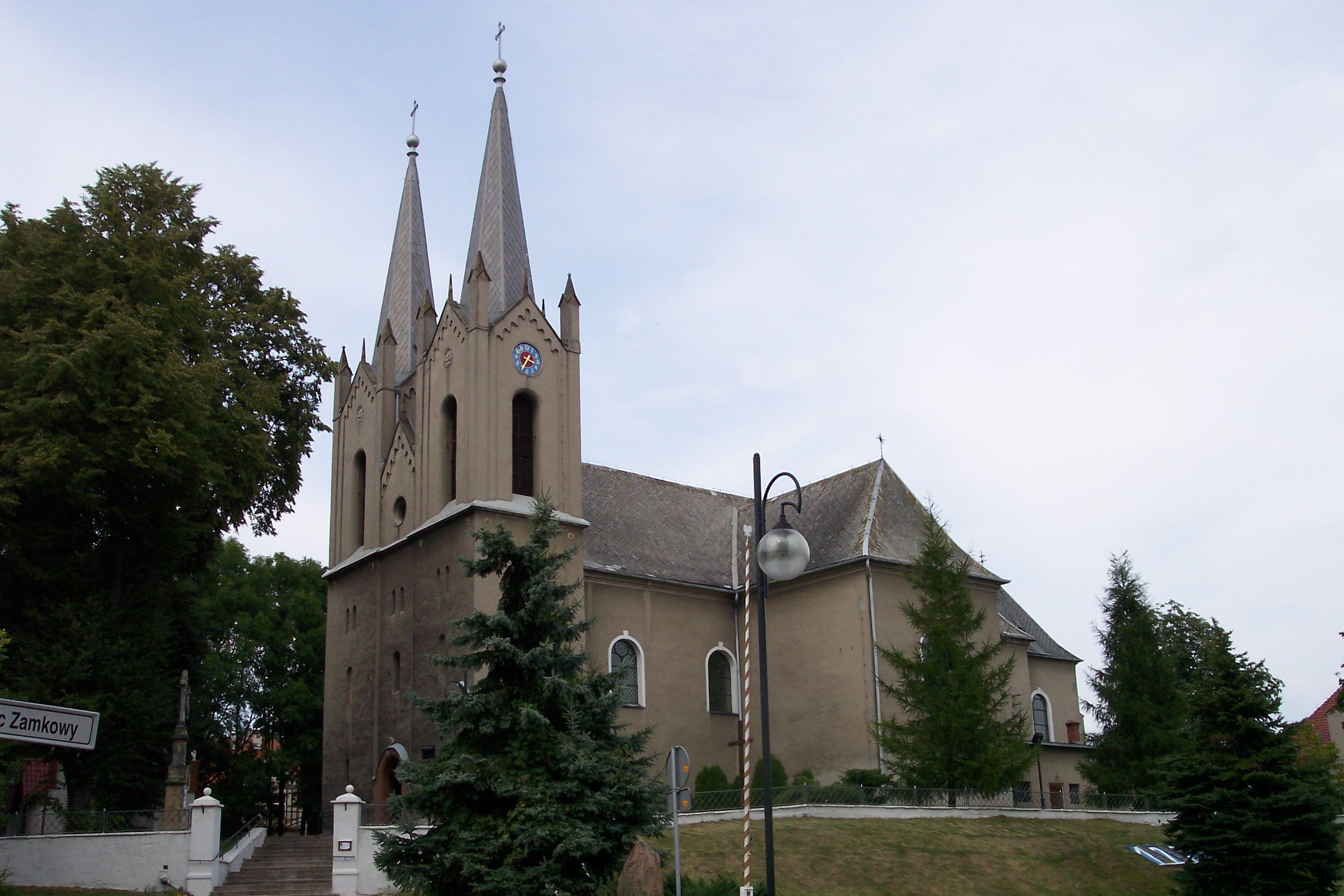
Igreja de Santo André Apóstolo

Os seguintes edifícios localizados em Ujazd são inscritos no registro de monumentos:
- Assentamento histórico
- Igreja paroquial de Santo André Apóstolo, barroco de 1613 − dos séculos XVII e XVIII
- Complexo de igrejas de peregrinação:
  - Igreja da Visitação da Bem-Aventurada Virgem Maria, neogótica de 1858 — século XIX
  - Cemitério da igreja,
  - Capela com fonte
  - ** Muro com portão,
  - Cruz de pedra,
- Ruínas do castelo do bispo, renascentista de 1580 — XVI-XVII c. a XIX c.
- Casa, rua 3 Maja, 16, meados do século XIX — (demolida em 2016)
- Casa, rua Powstańców Śląskich, 2, da primeira metade do século XIX
- Casa, rua Sienkiewicza, 3, da primeira metade do século XIX
- Casa, rua Traugutta, 34, da primeira metade do século XIX

Outros monumentos:
- Capelas dos séculos XVIII e XIX

## Transportes
A seguinte estrada nacional passa por Ujazd:
- Głuchołazy — Prudnik — Kędzierzyn-Koźle — Ujazd — Pyskowice